# Дворска дама
Дворска дама је женски лични асистент на двору, који прати краљеву супругу или племкињу високог ранга. Историјски гледано, у Европи, дворска дама је често била племкиња, али нижег ранга од жене коју је пратила. Иако је можда добијала или није надокнаду за услугу коју је пружала, дворска дама се сматрала више секретарицом, дворјанином или сапутницом него слугом.
У другим деловима света, дворска дама, често називана жена из палате, у пракси је била слуга или робиња, а не жена високог ранга, али је и даље имала приближно исте задатке, функционишући као пратилац и секретар својој господарици. На дворовима где се практиковала полигамија, дворска дама је била формално доступна монарху за сексуалне услуге, и могла је постати његова супруга, куртизана или конкубина.
Дворска дама је често генерички термин за жене чији су релативни ранг, титула и службене функције варирали, иако су такве разлике често биле и почасне. Краљева супруга може или не мора бити слободна да бира своје даме, а чак и када има такву слободу, на њене изборе обично у великој мери утичу суверен, њени родитељи, њен муж или министри суверена.

## Историја
Развој институције дворске даме у Европи повезан је са развојем краљевског двора. За време Каролиншког царства, у 9. веку, Хинцмар описује краљевско домаћинство Карла Ћелавог у De Ordine Palatii, из 882. године, у коме наводи да су дворски службеници примали наређења како од краљице, тако и од краља. Претпоставља се да су меровиншке краљице имале своје личне слуге, а у 9. веку је потврђено да су каролиншке краљице имале пратњу племства као знак свог достојанства, а за неке званичнике се наводи да припадају краљици, а не краљу. 
Потврђено је да су у касном 12. веку француске краљице имале своје домаћинство, а племкиње се помињу као дворске даме.  Међутим, током средњег века, домаћинство европске краљице је обично било мало, а број стварно запослених дворских дама, а не жена племића које су пратиле своје мужеве на двор, био је веома мали: 1286, краљица Француске је имала само пет дворских дама. 
Улога дворских дама у Европи се драматично променила током доба ренесансе, када се нови церемонијални дворски живот, у којем су жене играле значајну улогу, развио као репрезентација моћи на дворовима Италије и проширио се на Бургундију, од Бургундије ка Француској, и осталим дворовима Европе.  Двор војводства Бургундије био је најразвијенији у Европи у 15. веку и постао је пример за Француску када се француски краљевски двор проширио крајем 15. века и увео нове канцеларије за мушкарце и жене.  Из малог круга удатих жена и неудатих девојака, са релативно скромним местом у позадини током средњег века, број француских дворских дама се брзо проширио, подељен на напредну хијерархију са неколико канцеларија и добио важну и јавну улогу у новом церемонијалном дворском животу у Француској почетком 16. века.  Овај пример су следили и други дворови у Европи; број и видљивост жена су се проширили у раном модерном добу. 
Током касног 19. и почетком 20. века, међутим, већина европских дворова је почела да смањује своје особље, често због нових економских и политичких околности.

## Дужности
Дужности дворских дама варирале су од двора до двора, али функције које су у прошлости обављале дворске даме укључивале су познавање бонтона, језика, плесова, јахања, музицирања и сликања, који су преовладавали на двору; држање своје господарице у току са активностима и личностима на двору; брига о собама и гардероби господарице; секретарски послови; надзор над слугама, буџетом и набавком; читање преписке господарице и писање у њено име; и дискретно преношење порука по захтеву.

## По дворовима

### Аустрија
Дворски модел војводства Бургундије, као и шпански дворски модел, утицали су на организацију аустријског царског двора током 16. века, када су се бургундска Холандија, Шпанија и Аустрија ујединиле преко Хабзбуршке династије.  Почетком и средином 16. века, жене дворјанке које су служиле жене Хабзбурга у Холандији и Аустрији биле су састављене од једне Hofmesterees (Господарица двора) или Dame d'honneur која је служила као главна дворска дама; једна Hofdame или Mere de Filles, која је била друга по рангу и заменица Hofmesterees, и Eredames (Девојке), такође позната као Demoiselle d'honneur, Fille d'honneur или Junckfrauen зависно од језика (холандски, француски и аустријски немачки), и на крају Kamenisters (слушкиње).  Међутим, за време владавине Марије Аустријске, царице Светог римског царства средином 16. века, царичин двор је био организован по узору на шпански двор, а након њеног одласка из Аустрије више није било домаћинства Царице до 1610-их.  Ово је резултирало мешавином бургундских и шпанских обичаја када је створен аустријски дворски модел.
Године 1619. коначно је успостављена одређена организација за аустријски царски двор, која је постала карактеристична организација аустријско-хабзбуршког двора која се отприлике чувала од овог тренутка надаље. Први чин дворјанки био је Obersthofmeisterin (Господарица одеће), која је била друга по рангу после саме царице и одговорна за све дворјанке. Други ранг припадао је Ayas, у суштини гувернантама царске деце и шефовима дечјег двора. Трећа по рангу била је Fräuleinhofmeisterin, која је била замена Obersthofmeisterin када је то било потребно, али је иначе имала одговорност за неудате дворјанке, њихово понашање и службе. Остатак племићких дворјана чиниле су Hoffräulein, неудате жене из племства које су обично служиле привремено до удаје. Аустријски дворски модел био је узор кнежевским дворовима у Немачкој. Немачки дворски модел је заузврат постао узор раних модерних скандинавских дворова Данске и Шведске.

### Белгија
Краљевина Белгија је основана 1830. године, након чега је основан краљевски двор, а именоване су дворске даме за Лујзу Орлеанску када је постала прва краљица Белгије 1832. године. Женске службенице у краљичином домаћинству створене су по француском моделу и састојале су се од једне Dame d'honneur, а затим неколико дама са титулом Dame du Palais, заузврат рангирајући се изнад Première femme de chambre и Femme de chambre.
Дворске даме је историјски бирала сама краљица међу племкињама католичких племићких кућа Белгије. Главне функције на двору преузимали су припадници вишег племства, укључујући много контаката са краљевским дамама. Белгијским принцезама је додељивана титула Даме на 18. рођендан. Када краљица прима госте, даме их дочекују и помажу домаћици у одржавању разговора.

### Камбоџа
У Камбоџи, термин дворске даме односи се на високе службенице које су служиле храну и пиће, хладиле лепезама и масирале, а понекад и пружале сексуалне услуге краљу. Уобичајено, ове жене су могле напредовати од собарица до дворских дама, конкубина или чак краљице. Srey Snom (кмер. ស្រីស្នំ) је камбоџански израз за кмерску дворску даму.
Шест омиљених дворских дама краља Сисовата од Камбоџе вероватно су у почетку биле повучене из редова класичних краљевских плесачица ниже класе. Ова пракса повлачења из редова краљевских плесачица почела је у златном добу Кмерског краљевства.

### Канада
Неколико канадских дворских дама је такође било именовано у Краљевској кући Канаде. Канадске дворске даме се обично постављају да помогну краљици Канаде приликом обављања службених дужности у Канади и краљевских турнеја по земљи. Пет канадских дворских дама постављене су за поручнике Краљевског викторијанског реда.

### Кина

#### Хан
Дворске даме у Кини, које се називају и жене из палате, су формално, ако не и увек у пракси, биле део царевог харема, без обзира на њихов задатак, и он је могао да их унапреди у ранг званичне конкубине, супруге или чак царице.
Постоје извештаји о томе да су цареви из династије Хан (202. п. н. е. – 220. н.е.) имали харем од хиљада „жена из палате“, иако стварни број није потврђен.

#### Сунг
За време династије Сунг (960–1279), жене у палати су биле подељене у три групе: царске жене (конкубине и супруге), царске ћерке (ћерке и сестре цара) и женске службенице и помоћнице, које су обављале широк спектар задатака и потенцијално могле да буду унапређене у чин конкубине или супруге.
Жене из званичних елитних породица могле су да буду изабране да постану царице, супруге или конкубине одмах по уласку у палату, али је цар могао да унапреди било коју дворску службеницу на то место, пошто су званично све биле чланице његовог харема.
Дворске службенице су обично биране из породица од поверења, а затим образоване за обављање својих задатака.

#### Минг
Током династије Минг (1368–1644), жене у палати биле су распоређене у отприлике исте три категорије као у династији Сунг. Међутим, жене службенице и помоћнице у династији Минг биле су организоване у шест успостављених владиних група, названих Шест бироа: Биро за опште послове, Биро за рукотворине, Биро за церемоније, Биро за станове, Биро за одећу и Биро за храну. Све ове групе је надгледала Канцеларија за надзор особља, на чијем челу је била жена службеница.
Раднице у царској палати су се разликовале као стално или привремено особље. Стално особље палате укључивало је образоване и писмене женске службенице које су служиле у Шест бироа, и дојиље које су се бринуле о царским наследницима или другој деци из палате. Ове жене су добијале велико богатство и друштвено признање ако су своје послове добро обављале. Сезонске или привремене жене у палати укључивале су бабице, лекарке и уговорене раднице (то су обично биле жене које су служиле као слушкиње супрузи, забављачице, учитељице за шивење или носиоци седан-столица). Ове жене су регрутоване у палату када је то било потребно, а затим пуштене по истеку њиховог унапред одређеног периода службе.
Током династије Минг, било је честих кретања између услужне индустрије палате и ниског нивоа Царског харема. Иако су цареви често бирали и супруге од жена које су служиле, мало изабраних жена је икада достигло више рангове у структури супруга или стекло значајну важност.
Како је династија Минг напредовала, услови живота и рада жена у палати почели су да се погоршавају. Жене нижег ранга које су радиле у царској палати често су биле недовољно плаћене и нису могле да купе храну и издржавале су се продајом везова на пијаци изван палате преко евнуха. Све у свему, животни услови и казне за лоше понашање су на крају постали толико лоши да је дошло до покушаја атентата на цара Ђиајђинга од стране групе жена у служби. Под вођством служавке Јанг Ђининг 1542. године, неуспели покушај убиства укључивао је неколико служавки које су се ушуњале у цареву спаваћу собу док је спавао, да би га задавиле врпцом за завесе. Покушај је на крају пропао, а све укључене жене су убијене, иако ова врста насилне побуне жена никада раније није виђена у династији Минг.
Због клеветничке књижевне пропаганде коју су написали и ширили мушки званичници и конфучијански аутори, жене више класе су такође виделе да њихова моћ почиње да слаби током династије Минг. Ови истакнути мушкарци из владе почели су да омаловажавају образоване жене у владиним и државним улогама као одговор на утицај који су царске жене имале на нацију у прошлости. Ово је довело до постепеног преузимања женских званичних улога од стране евнуха из палате, што се наставило током остатка династије.

#### Ћинг
Систем жена у палати остао је углавном непромењен током династије Ћинг (1644–1912), када је постојала класа царских жена које су се понашале као супруге или конкубине. Међутим, све дворске даме су биле доступне за унапређење у конкубинат или позицију супруге од стране цара.  

### Данска
Рани модерни дански двор је организован према немачком дворском моделу, заузврат инспирисан моделом аустријског царског двора, од 16. века па надаље. Женска дворјанка највишег ранга краљевске жене била је Hofmesterinde (Господарица двора) или, од 1694-1698 надаље, Overhofmesterinde (Главна дворска господарица), што је еквивалент Господарици одора, обично старијој удовици, која је надгледала остале даме.  Остале дворјанке су углавном биле Kammerfrøken (Старије дворске даме), а следи група Hofdame (Дворска дама) и Hoffrøken (Дворска девојка). Пратиле су их неплемените судске службенице које нису рангиране као даме, као што су собарице.
Ова хијерархија је отприлике постојала од 16. века до смрти данског краља Кристијана IX, 1906. Током 20. века већина ових титула је остала у употреби, а све даме на краљевском данском двору сада се називају Hofdame (Дворска дама).

### Француска
Потврђено је да је краљица Француске имала одвојено домаћинство крајем 12. века, а уредба из 1286. наводи да је Хуана I од Наваре, краљица Француске, имала групу од пет дворских дама (Dames) и собарице (Damoiselles). Током 1480-их, француске дворске даме биле су подељене на Femmes Mariées (удате) и Filles d'honneur (девојке).  Међутим, краљичино домаћинство и број дворјанки током средњег века био је веома мали у Француској, као и на већини европских дворова.
Тек крајем 15. и почетком 16. века опонашање нових дворова италијанске ренесансе учинило је дворске даме модерним у званичним дворским церемонијама и представљању, а женске дворске канцеларије постале су развијеније и бројније у Француском двору као и у другим европским дворовима.  Увођење дворских дама порасло је у великом броју на француском двору у то време: са само пет у 1286. и још само 23 у 1490. години, на 39 у 1498. и отприлике 54 током 16. века.  Ова експанзија присуства жена на двору приписује се и Ани од Бретање, која је охрабривала све мушке дворјане да шаљу своје ћерке код ње, и Франсоу I Валоа, који је критикован због довођења на двор „стално присутних“ великих гомила жена, које су оговарале и мешале се у државне послове. Франсоа I је једном рекао: „Двор без дама је двор без двора“. 
За време Првог француског царства, главна дворска дама била је Dame d'honneur, а затим између 20 и 36 Dames du Palais.   Током Бурбонске рестаурације, Марија Тереза од Француске је обновила предреволуционарну дворску хијерархију.   Током Другог царства, царичине дворјанке су биле састављене од првог ранга, Grand Maitresse, другог ранга, Dame d'honneur, затим шест (касније дванаест) Dames du Palais.  

### Немачка
Раномодерни кнежевски дворови у Немачкој били су моделовани по моделу аустријског царског двора. Овај модел поделио је дворске даме на главну даму по имену Oberhofmeisterin (удовица или удата старија жена) која је надгледала Hoffräulein (девојке), од којих би једна или две могле бити унапређене у средњи чин Kammerfräulein (девојка Коморе). Немачки кнежевски дворови су заузврат постали узор скандинавских дворова Данске и Шведске у 16. веку.

### Грчка
Током Византијског царства, византијску царицу је пратио женски двор (Sekreton Tōn Gynaikōn), који се састојао углавном од жена високих мушких дворских званичника, који су једноставно користили женске верзије титула својих мужева. Једино специфично женско достојанство било је достојанство Zoste patrikia, главне даме и царичине службенице, која је била шеф женског двора и често царичина рођака; ова титула је постојала најмање од 9. века.
Краљевина Грчка је основана 1832. године и њена прва краљица, Амалија од Олденбурга, организовала је дворске даме свог првог краљевског двора са једном Grande Maitresse, коју је пратила Dame d'honneur другог ранга, а дама трећег ранга Dame de Palais. 

### Италија

#### Напуљ и две Сицилије
Пре уједињења, највећа од италијанских држава била је Напуљска краљевина, касније названа Краљевина Две Сицилије. Године 1842. дворске даме краљице Две Сицилије биле су састављене од једне Dama di Onore (Госпођа части, рангирана одмах испод Cavaliere di Onore), три Dama di Compagnia (рангирана испод Cavalerizzo ), и велики број Dame di Corte (Дворске даме).

#### Краљевина Италија
Године 1861. Италијанско полуострво је уједињено у Краљевину Италију. Дворске даме краљице Италије предводила је Dama d'Onore, а затим Dame di Corte, и на крају Dame di Palazzo.

### Јапан
У Јапану, царске дворске канцеларије су обично биле резервисане за припаднике дворске аристократије, а дворске даме или „чуварке у палати“ биле су обично образоване припаднице племства. 
Током Хеиан периода (794–1185) жене су могле да заузимају дворске функције са значајном одговорношћу, управљајући пословима цара. Жене у палати биле су запослене у Царском бироу, али су морале да имају довољно образовање о кинеским класицима да би биле прихваћене.
Током периода Сенгоку (1467–1603), највиши чин дворске даме био је "женски помоћник главног саветника", која је водила послове свакодневног живота Царског дома. Други ранг била је Koto No Naishi (Female Palace Attendant), која је деловала као посредник између цара и оних који су тражили аудијенцију. Дворске даме су деловале као царски секретари и бележиле догађаје на двору, посетиоце и поклоне у званичним дворским листовима.
За разлику од Кине, жене у палати управљале су палатом царског харема, а не евнуси, и могле су да имају високе функције у царевом личном домаћинству.
Жене у палати биле су подељене у две класе, које су заузврат имале неколико рангова, према обавезама. Дворске даме су могле бити постављене као конкубине, супруге или чак царице од стране цара или престолонаследника. Функција дворске даме као потенцијалне конкубине укинута је 1924.

### Кореја
Gungnyeo (буквално "жене из палате") је термин који се односи на жене које су радиле у палати и пратиле краља и друге чланове краљевске породице. То је скраћеница од Gungjung Yeogwan, што у преводу значи "жена службеница краљевског двора".
Gungnyeo се састојао од дворских дама високог ранга и обичних собарица (познатих као nain) одговорних за већину физичких послова — које су биле подељене на чинове од 9 до 5 (чинови од 4 до 1 су били званичне краљеве конкубине), са по два нивоа (сениор и јуниор), као и других врста радница које нису биле укључене у класификацију, као нпр. musuri (жене из најниже класе које су радиле обичне послове, као што су вађење воде и дистрибуција огрева), gaksimi (које су биле личне слуге дворских дама), собарице и раднице  у краљевској амбуланти или јавним клиникама.
Могле су да имају само 4 године када уђу у палату, а након што науче дворски језик и бонтон, могле су бити уздигнути у виши ниво. Када су служиле на двору више од 15 година, биле би унапређене у више чинове, али су имале право на највиши чин тек након најмање 35 година рада.
Могле су да постану конкубине ако их је краљ фаворизовао, уздигнуте на највиши ранг. Ако би родиле сина, постале би чланови краљевске породице, и све до 18. века, могле су да напредују чак и да постану краљице.

### Холандија
Двор војводства Бургундије, који се налазио у Холандији у 15. веку, био је познат по свом разрађеном церемонијалном дворском животу и постао је узор за неколико других дворова у Европи.  Бургундски дворски модел је постао узор аустријском царском двору током 16. века, када су се бургундска Холандија и Аустрија ујединиле кроз династију Хабзбурга.
Краљевина Холандија је основана 1815. године. У 19. веку, дворским дамама на холандском двору била је на челу Grootmeesteres, другог ранга биле су Dames du Palais, а затим следи трећи ранг - Hofdames.   
Беатрикс из Холандије имала је укупно седам Hofdames. Оне су пратиле краљицу и друге женске чланице Краљевског дома током посета и пријема на краљевском двору. Монарх је плаћао њихове трошкове, али нису примиле плату. Нису све ове даме биле припаднице холандске аристократије, али свака је имала угледног мужа. Одлично друштвено понашање и дискреција били су најважније препоруке да постанете Hofdame. Краљица Максима смањила је број Hofdames до три. Након њиховог добровољног пензионисања, Hofdames су постављене у почасни краљевски дом. Почасни краљевски дом још увек прави разлику између Dames du Palais и Hofdames, али категорија Dames du Palais предвиђена је за укидање.

### Нигерија
Бројна племена и културне области на афричком континенту, као што је народ Лобеду из јужне Африке, имали су сличан обичај дворских дама током историје.
У одређеним претколонијалним државама народа Едо и Јоруба у Нигерији, краљице мајке и високе свештенице сматране су „ритуално мушкарцима“ због њихове друштвене еминенције. Као резултат ове чињенице, често су их пратиле жене које су припадале њиховим харемима на исти начин као што су њихове мушке двојнике опслуживале жене које су припадале њиховим. Иако су ове жене функционисале као дворске даме, често су биле чланице моћних породица локалног племства и нису обично биле коришћене у сексуалне сврхе, ипак су се називале њиховим "супругама".

### Норвешка
Током Данско-Норвешке уније, од 1380. до 1814. године, дански краљевски двор у Копенхагену се рачунао и као норвешки краљевски двор, тако да није било краљевског двора у Норвешкој током овог периода. Током уније између Норвешке и Шведске од 1814. до 1905. године, било је норвешких дворјана који су служили током посета шведске краљевске породице Норвешкој. Дворјанке су именоване према шведском  моделу, ова места су први пут постављена 1817.   Када је унија између Шведске и Норвешке раскинута 1905. године, успостављен је стални норвешки краљевски двор.

### Османско царство
У Отоманском царству, реч дворска дама често се користила да би се описале оне жене царског харема које су биле слуге, секретарице и пратиље супруга (конкубина), ћерки, сестара и мајки османског султана. Ове жене су првобитно дошле у харем као робиње, заробљене кроз кримску трговину робљем, барбарску трговину робљем и трговину белим робљем. Када су ушле у харем, добиле су положај џарије и све су формално биле доступне као конкубине султану, али ако нису биле изабране да деле његов кревет, служиле су на положају сличном дворским дамама, служећи мајку, конкубине, сестре и ћерке султана.
(Поробљене) дворске даме из харема Османског царства биле су познате као калфе, различитих рангова. Свака краљевска конкубина имала је своје кућно особље калфи; калфа који је служила као слуга самог султана звала се Hünkar Kalfalari. Hazinedar  или Hazinedar Usta је била калфа са посебним задацима, а не само обичан пратилац. Све калфе које су припадале истом домаћинству унутар двора биле су рангиране под њиховом Daire Kalfasi, која је била надзорник припадности калфа одређеној краљевској особи. Највише рангирана калфа била је Saray Ustas, која је надгледала све калфе читавог двора (харема).

### Пољска
У Пољској раног модерног доба, краљичине даме су се заједнички називале fraucimer. Краљичино домаћинство одражавало је краљевско, али је било мање. Краљичине мушке дворјане је надгледао Ochmistrz, племић, а жене на њеном двору надгледала је главна дворска дама, Ochmistrzyni. Увек је морала да буде племкиња удата за племића сенаторског ранга. Краљичин двор је био већа верзија дворова пољских племкиња, а у пољском племству је био обичај да своје ћерке шаљу да се школују као дворске даме у домаћинству друге племкиње или по могућности саме краљице да би се образовале и нашле будућег супруга.

### Русија
На двору Велике московске кнежевине, канцеларије царичиних дама су обично биле подељене између бољарина (удовица или жена бољара), често из породице и рођака царице. Први ранг међу канцеларијама дворских дама био је Царичин ризничар, испред групе пратилаца. Трећи ранг су биле краљевске дојиље принчева и принцеза (где су дојиље мушке деце биле изнад); међу медицинским сестрама, најзначајније место је било место Мамоке, главне краљевске гувернанте, која се обично бирала међу старијим удовицама, често рођацима цара или царице. Све службе су постављене краљевским указом.
Године 1722. овај систем је укинут и руски царски двор је реорганизован у складу са реформама Петра Великог да би се Русија позападњавала, а старе дворске канцеларије Царице су замењене дворским канцеларијама инспирисаним немачким моделом.

### Шпанија
Краљевски двор Кастиље укључивао је групу дворских дама за краљицу по имену Камарера у касном 13. и почетком 14. века, али је тек у 15. веку потврђена утврђена организација дворских дама.  Ову карактеристичну организацију шпанских дворских дама, грубо успостављену за време владавине Изабеле I од Кастиље (вл. 1474–1504), задржала је Изабела Португалска, царица Светог римског царства и шпанска краљица, током 16. века, и постала је стандардни шпански дворски модел за дворске даме. Женска дворјанка највишег ранга била је Camarera mayor de Palacio (Господарица одора). Ова канцеларија је потврђена из 1410. године. Други ранг су делиле Ayas(краљевска гувернанта) и гарда (пратитељи).
Трећи ранг биле су Dueñas de Honor, удате даме, које су биле одговорне не само за неудате даме, већ и за жене робиње и патуљке, које су класификоване као дворјанке и рангиране пре Mozas (слушкиња) и Lavanderas (праља).

### Шведска
Раномодерни шведски двор, као и дански еквивалент, реорганизовани су почетком 16. века према немачком дворском моделу, заузврат инспирисани моделом аустријског царског двора. Овај модел је грубо организовао женске племићке дворјанке у класу неудатих Hovfröken које су могле бити унапређене у главне Kammarfröken. Надзирала их је Hovmästarinna (Господарица двора, што је еквивалент Господарици одора), обично удата или удовица старија племкиња.
Од владавине краљице Кристине, Hovmästarinna је била под надзором Överhovmästarinna (главне дворске господарице). Године 1774. уведен је положај Statsfru (господарице државе), што је била титула за групу удатих дворских дама са рангом између Hovmästarinna и Kammarfröken. Шведско дворско особље је смањено 1873. Новим дворским протоколима из 1911. и 1954. настављено је ово смањење, а многа места су укинута или више нису попуњена.
Са изузетком Statsfru и Överhovmästarinna, ниједан од горњих наслова се данас не користи. Након смрти краљице Лујзе 1965. године, њена Överhovmästarinna је била запослена код краља. Од 1994. године, она је на челу двора краља, а не краљице, док је на челу двора краљице Statsfru. Сада постоји само једна Statsfru, а остале дворске даме се једноставно називају Hovdam (Дворска дама). Шведска краљица Силвија има само три дворске даме.

### Велика Британија
У краљевским домаћинствима Уједињеног Краљевства, дворска дама је жена која прати женског члана краљевске породице. Обично их постављају млађе женске чланице краљевске породице, да их прате на јавним ангажманима и пружају другу подршку и помоћ.
У формалнијим приликама дворске даме носе службену значку, која обично има облик украшеног или емајлираног монограма релевантног члана краљевске породице испод одговарајуће круне или дијадеме, окачену на обојену траку.
Стара дама у краљичином домаћинству (било да је краљица владар или краљица супруга) је Господарица одора, која је (као и сама повремено присутна) традиционално одговорна за уређивање свих дужности краљичиних дворских дама.

#### Историјски развој
У средњем веку, Маргарета Француска, енглеска краљица је имала седам дворских дама: три удате и четири неудате, али се не помиње ниједна главна дама, и све до 15. века већину функција у краљичином домаћинству су обављали мушкарци.
Средином 15. века, краљица Елизабета Вудвил је имала само пет дворских дама, али су крајем 15. и почетком 16. века, ове даме добиле доминантније место у енглеском двору, паралелно са дешавањима у Француској и континенталним дворовима. Дворски живот војводства Бургундије послужио је као пример када је Едвард IV Јорк створио Црну књигу домаћинства 1478. и организација енглеског краљевског дома је у суштини била постављена од тог тренутка надаље. 
Елизабета од Јорка, енглеска краљица имала је бројне дворске даме, што је шпански амбасадор Родриго де Пуебла известио као нешто необично и запањујуће: „Краљица има тридесет две даме, веома величанствене и у сјајном стилу“. Она је наводно имала 36 дама на чекању, од којих 18 племкиња; 1502. године, потпунији извештај их је побројао као 16. Осим жена које су формално биле запослене као дворске даме, краљичину женску пратњу у стварности су чиниле и ћерке и дворске даме њених дама, које су такође боравиле у краљичином домаћинству.
Дужности дворских дама на Тјудоровом двору биле су сапутнице за краљицу, и јавно и приватно. Морале су да је прате где год да је ишла, да је забављају музиком, плесом или певањем и да је облаче, купају и помажу да користи тоалет, пошто краљевска особа, по тадашњим мерилима, није требало да уради ништа за себе. Организација краљичиних дворских дама постављена је у периоду Тјудоровог двора.